# إيغور بيشتشان
ايغور بيسكان (بالكرواتية: Igor Bišćan) (و. 1978  م) هو لاعب كرة قدم سابق، من كرواتيا، ولد في زغرب، لعب ك‍وسط دفاعي كما كان يجيد اللعب في مركز الدفاع.

## وصلات خارجية
- اللاعب إيغور بيشتشان على موقع كووورة.
- ايغور بيسكان على موقع الاتحاد الدولي (مؤرشف)  (الإنجليزية)
- ايغور بيسكان على موقع الاتحاد الأوربي (الإنجليزية)
- ايغور بيسكان على موقع قاعدة بيانات كرة القدم.إي يو (الإنجليزية)
- ايغور بيسكان على موقع ناشيونال فوتبول تيمز (الإنجليزية)
- ايغور بيسكان على موقع Soccerbase.com (لاعب) (الإنجليزية)
- ايغور بيسكان على موقع Soccerway.com (الإنجليزية)
- ايغور بيسكان على موقع عالم كرة القدم.نت (الإنجليزية)
- ايغور بيسكان على موقع كووورة
- Igor Biscan at LFCHistory.net